# キングストン (ニューヨーク州)

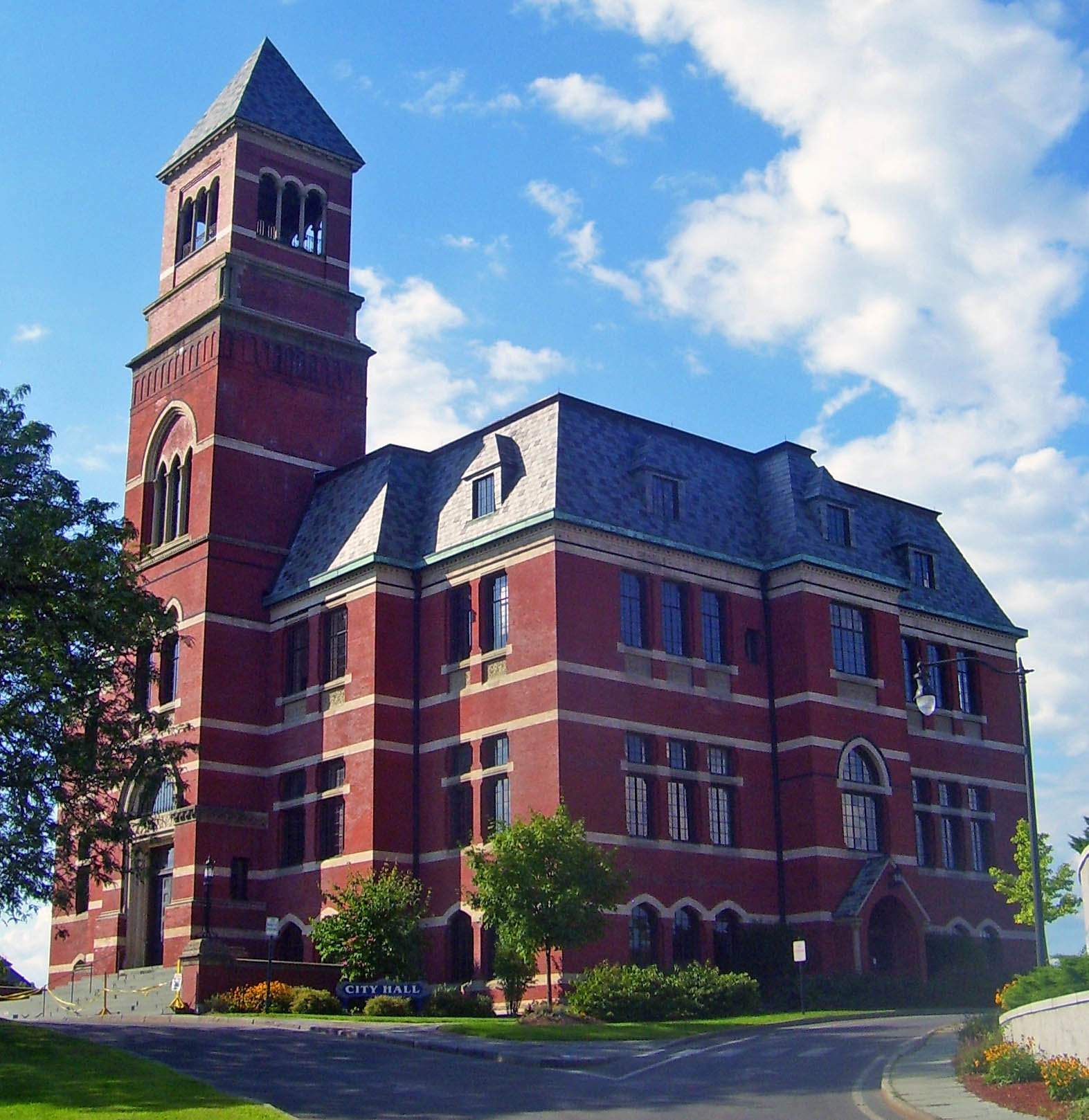
キングストン市役所

キングストン（英語：Kingston）は、アメリカ合衆国ニューヨーク州アルスター郡の郡庁所在地。ハドソン川中流の西岸にあり、ニューヨーク州の最初の州都であった。隣町のウッドストックと共に芸術家が集まる町として知られている。人口は2万4069人（2020年）。

## 歴史
- オランダが新大陸にニューネーデルラントを作り植民を開始したのは、現在のニューヨーク市、キングストン市、オールバニー市の場所であった。

- 独立戦争当時の1777年、新生アメリカ合衆国ニューヨーク州のはじめての州都となって、その後州都はオールバニーへ移った。

- いつしか、隣のウッドストックと共に、芸術家が集まる所となった。

### IBM
1970年代～1990年代の大型コンピューターが全盛の時代に、市の唯一といってもいい大きな産業としてIBM社のキングストン開発研究所・工場があった 。1950年代半ばに近くのIBMポキプシーからSelectric電動タイプライターの生産を移して始まり、同時に冷戦時代のSAGE長距離爆撃機発見・撃墜システムを作り、1960年代からは超大型STRETCHコンピューターをアルゴンヌ国立研究所へ納め、初めてのSABRE予約システムをアメリカン航空のために作り、IBM 2260 & 3270表示端末機、System/360大型機用には沢山の部品を製造した。その後は分散処理ミニコンIBM 3790とそれに続くIBM 8100を開発・生産して、1985年には総従業員が数7,100人に達した。しかし1990年代の初めにIBM全体の業務が困難になって、ここの業務は再びポキプシーへ集約されて、1995年には正式に閉鎖されたて、土地の不動産会社へ売却されたもの 。
実際の住所は北隣りのアルスター町（Ulster）に入った所であったが、ニューヨーク・ステート・スルーウェイのキングストン出入口からニューヨーク国道209号線でキングストン・ラインクリフ・ブリッジ方面へ向かい、現在はNeighborhood Dr.（現在はEnterprise Dr.）に面していて、この場所はキングストンの街に近く、キングストン住民に雇用などの面で多大な影響を与えた。

## 市のおもな施設
観光

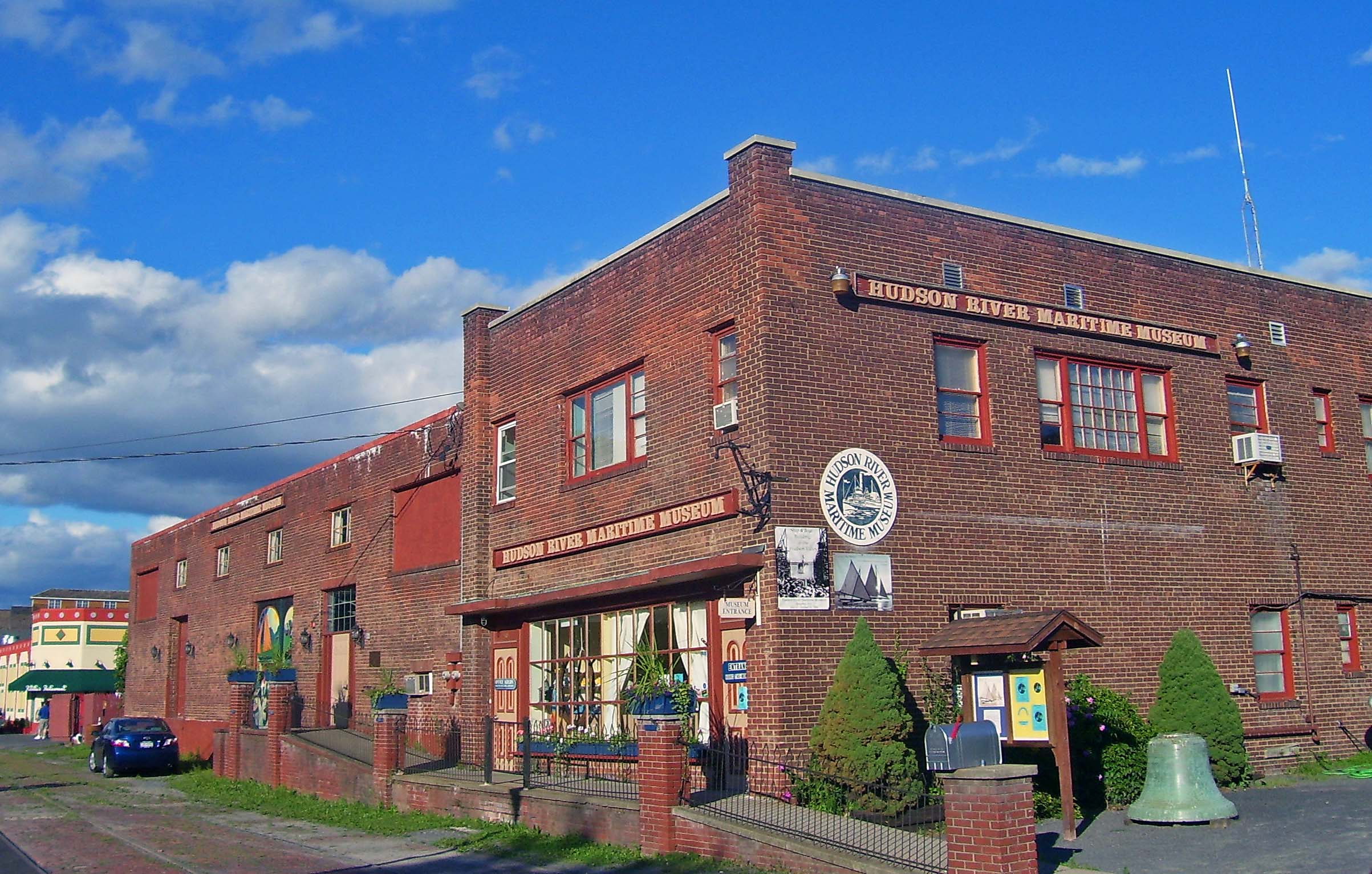
ハドソン川水事博物館

- ニューヨーク州上院集会所跡（Senate House）
- ハドソン川水事博物館（Hudson River Maritime Museum）
- トロリー博物館（Trolley Museum of New York）

教育
- キングストン高校 [6]
- コールマン・カトリック高校

病院
- キングストン・ベネディクティン病院 [7]

## 交通

### 道路

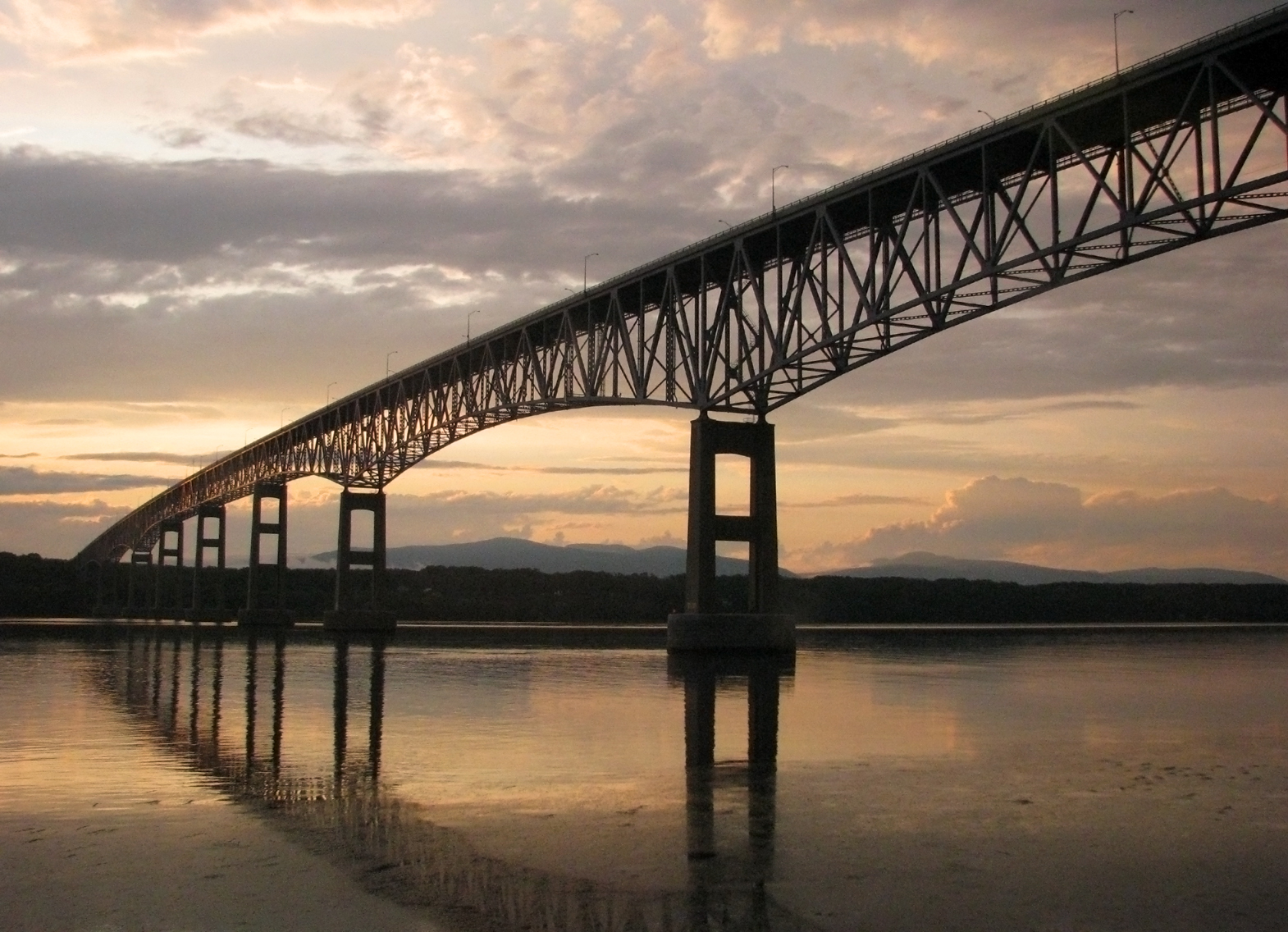
キングストン・ラインクリフ・ブリッジ

- ニューヨーク・ステート・スルーウェイのキングストン出入口 [8]

- 国道9W号線 (アメリカ合衆国)
- 国道9号線

ハドソン川の対岸にあるので、キングストン・ラインクリフ・ブリッジを渡る。

### 鉄道
- ラインクリフ・キングストン駅

ハドソン川の対岸にあるので、キングストン・ラインクリフ・ブリッジを渡る。アムトラックのグランドセントラル駅行きの列車が利用できる。

### 水運
- ハドソン川

### 空路
- ウェストチェスター空港
- キングストン・アルスター空港（Kingston-Ulster Airport）